# Passa Sete
Passa Sete este un oraș în Rio Grande do Sul (RS), Brazilia.